# Martin Emerson
Martin Emerson Jr. (Pensacola, Florida,  de  de 2000) más conocido como Martin Emerson, apodado MJ, es un jugador profesional estadounidense de fútbol americano, se desempeña en la posición de cornerback en Cleveland Browns, en la National Football League (NFL).

## Carrera
Fue seleccionado en la tercera ronda en la Reunión Anual de Selección de Jugadores de la NFL de 2022. Hizo su debut profesional con el equipo Cleveland Browns, donde lleva jugando dos temporadas.